# Georg Gebel

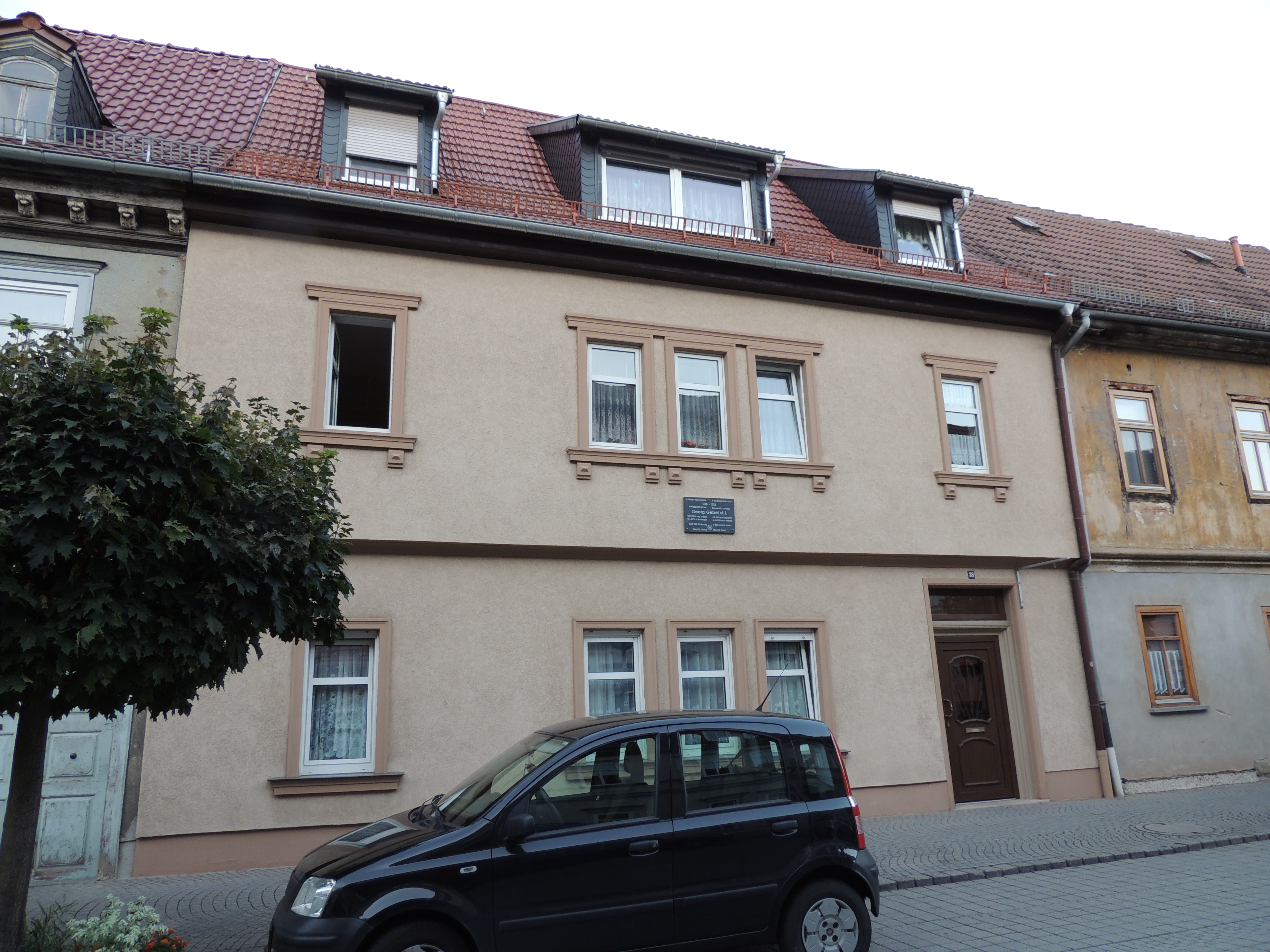
Voormalig woonhuis van Gebel in Rudolstadt

Georg Gebel de jongere  (Brieg (tegenwoordig Brzeg), Silezië, 25 oktober 1709 – Rudolstadt, 24 september 1753) was een Duits componist. 

## Leven
Hij was de eerste zoon van de organist Georg Gebel de oudere (1685-1750). Het muzikale talent van de jonge Gebel kwam al vroeg tot uiting. Al toen hij 6 jaar oud was oogstte hij veel bewondering in voorname kringen in de stad Breslau. Zijn opleiding kreeg hij aanvankelijk thuis, en aansluitend op het Maria-Magdalena-Gymnasium in Breslau. Bepalend was voor Gebel de kennismaking met de Italiaanse opera, waarvan hij de uitvoeringen in Breslau bezocht. 
Toen hij 20 jaar was werd hij organist van de stedelijke parochiekerk van St. Maria Magdalena, en regelmatig leidde hij als gastdirigent het orkest van hertog Karl Friedrich van Württemberg-Oels. In deze periode moeten ook de eerste grotere eigen composities ontstaan zijn. 
Op zijn 26e werd Gebel aangenomen in het Dresdner privé-orkest van graaf Heinrich von Brühl, dat geleid werd door Johann Gottlob Harrer, de latere cantor van de Thomaskerk in Leipzig. Gebel was er klavecinist en samen met Harrer was hij verantwoordelijk voor de productie van feest- en huismuziek. Als lid van het privé-orkest van Brühl kwam Gebel onder andere in 1739 in Warschau, waar musici van het hof in Dresden gastoptredens gaven.
Na een verblijf van in totaal 12 jaar in Dresden, ging Gebel samen met zijn vrouw Frau Maria Susanna, de dochter van de Berlijnse schilder Gebel, naar het hof in Rudolstadt, waar hij nieuwe werkzaamheden kreeg. Hij werd er met name als componist actief en werd er een hooggeacht man. De reden om naar Rudolstadt te gaan was dat er plannen waren het orkest van Brühl op te heffen. Op 29 augustus 1746 werd Gebel in Rudolstadt tot concertmeester benoemd, op 20 maart 1750 mocht hij de titel kapelmeester voeren. De productiviteit die hij aan het hof van Rudolstadt aan de dag legde was immens. Naast de nagenoeg compleet overgeleverde kerkcantate-jaargangen van 1748 en 1751 en twee passies, moet hij niet minder dan 12 opera's, meer dan 100 symfonieën en partita's, en nog klavecimbelconcerten geschreven hebben. 
De handschriften van zijn werken, waarvan vrijwel uitsluitend de cantates en oratoria bewaard gebleven zijn, worden bewaard in het staatsarchief van Thüringen in Rudolstadt, in het Slot Heidecksburg (Musikalienbestand Hofkapelle Rudolstadt, HKR).

## Oeuvre
- 144 cantates, verdeeld over 3 jaargangen (1747/48, 62 werken bewaard gebleven; 1749, slechts fragmentarisch overgeleverd, 13 werken behouden; 1750/51, 69 werken behouden)
- 4 Kyrie-zettingen
- 1 Passiemuziek (Johannespassion) in 6 delen voor solostemmen, koor en orkest (HKR 976)
- 1 kerstoratorium (HKR 843)
- 1 nieuwjaarsoratorium (HKR 827)

## Cd-opnamen
- Georg Gebel: kerst- en nieuwjaarsoratorium; Cantus Thuringia en Capella Thuringia, onder leiding van Bernhard Klapprott, met Monika Mauch, Kai Wessel, Nico van der Meel, Peter Kooij, label Classic Production Osnabrück, Audio CD 2004
- Georg Gebel: Johannespassion, met Ludger Rémy, Dorothee Mields, Henning Voss, Jan Kobow, Klaus Mertens, Sebastian Bluth, Ensemble in Canto Weimar en Weimarer Barockensemble, label Classic Production Osnabrück, Audio CD 2004
- Georg Gebel: Christmas Cantatas Vol. 1, met Les Amis de Philippe o.l.v. Ludger Rémy, m.m.v. Andreas Post, Britta Schwarz en Matthias Vieweg, CPO Audio CD 2011
- Georg Gebel: Christmas Cantatas Vol. 2, met Les Amis de Philippe o.l.v. Ludger Rémy, m.m.v. Veronika Winter, Britta Schwarz, Andreas Post en Matthias Vieweg, CPO Audio CD 2011